# Aide sociale au Québec

Taux d'assistance sociale par municipalités régionales en février 2015

Pour les articles homonymes, voir Aide sociale.
Ne doit pas être confondu avec Programme de solidarité sociale.
Au Québec, l'aide sociale est un programme du gouvernement du Québec accordant des allocations aux citoyens canadiens, résidents permanents ou réfugiés du Québec dont les ressources sont insuffisantes pour subvenir à leurs besoins de base et qui, depuis 2007, ne présentent pas de contraintes sévères à l'emploi. Il s'agit d'une Aide financière de dernier recours (AFDR) du Ministère de l'Emploi et de la Solidarité sociale remise sous certaines conditions prescrite par la Loi sur l'aide aux personnes et aux familles.
En février 2015, on comptait 215 391 adultes prestataires du programme de l'aide sociale au Québec.
L'aide sociale peut parfois être appelée de manière familière bien-être social (abrégé B.S.). Cette formulation vient de l'ancien nom issu du Ministère du Bien-être social et de la Jeunesse. De même, les prestataires de l'aide sociale sont encore parfois appelés « BS », un terme péjoratif contribuant à la stigmatisation des prestataires.

## Programmes
Lorsqu'une personne physique transmet les preuves nécessaires qui démontrent son incapacité à se soutenir financièrement sur une longue durée, le Gouvernement du Québec lui verse une allocation mensuelle. De plus, la personne a accès à différents services à coût réduit ou gratuitement, comme les soins dentaires.

## Historique
Pendant des décennies, avant l'introduction de politiques gouvernementales d'aide de l'État, les services de charité étaient confiés à des organismes non étatiques comme l'Église, l'armée du salut, la Société de Saint-Vincent-de-Paul, les refuges, les soupes populaires et les hôpitaux privés gérés par des communautés religieuses.

### Grande Dépression
La crise de 1929 entraîne un taux de chômage au Québec de 27 % en 1933, plusieurs familles doivent vivre dans le même logements. Durant les années de la Grande Dépression, les divers organismes bénévoles et de charité ne suffisent plus à la tâche, ni a faire des collectes suffisantes de fonds pour aider les gens dans la pauvreté. Les gouvernements municipaux, provinciaux et fédéral créent des travaux publics pour à aider les chômeurs. Les travailleurs sont parfois logés dans des camps de secours; puis les trois paliers de gouvernement fédéral, provinciaux et municipaux ont recours au secours direct pour subvenir aux besoins essentiels des chômeurs et des indigents. Au début, des coupons sont distribués aux familles pour se procurer des biens essentiels, puis les coupons sont remplacés par des chèques afin de payer les loyers et les biens. Ce fut la première fois qu'un montant est donné au travailleur sans emploi même s'il est en santé pour travailler.
Dans les années suivants la Grande Dépression (1929-1936), un grand effort est déployé afin de porter assistance aux plus pauvres : le ministère de la Santé et du Bien-être social est créé en 1940 par le Gouvernement Adélard Godbout (2). Son premier titulaire fut Henri Groulx, qui était ministre de la santé depuis 1939.

### Après-guerre
En 1946 le Ministère du Bien-être social et de la Jeunesse est créé sous le gouvernement de Maurice Duplessis en tant que département (ministère) du Bien-être social et de la Jeunesse. Le premier titulaire est Paul Sauvé. Il occupera ce poste pendant plus que douze ans, soit jusqu'au 15 janvier 1959, jour où ce ministère est scindé en deux ministères distincts. Entre 1959 et 1970, ce ministère a changé plusieurs fois de nom.
Le 22 décembre 1970 est créé le ministère des Affaires sociales qui obtient la responsabilité de l'administration des programmes d'aide sociale,

#### Création du réseauTravail-Québec(1981-1983)
Le 1er mai 1981 Pierre Marois est nommé ministre du Travail, de la Main-d'œuvre et de la Sécurité du revenu, il obtient alors la responsabilité d'administrer les programmes d'aide sociale à la place du ministère des Affaires sociales. Quelques semaines plus tard, le 18 juin 1981, le ministère du Travail, de la Main-d'œuvre et de la Sécurité du revenu est officiellement créé et des amendements législatifs confèrent au ministère nouvellement des pouvoirs élargis pour percevoir les sommes qui lui sont dues.
Sur le plan régional les directions régionales de la main-d'œuvre et celles de l'aide sociale sont fusionnées en 13 directions régionales intégrées et les 67 centres locaux de main-d'œuvre sont fusionnés avec les 105 bureaux locaux d'aide sociale dans un nouveau réseau appelé Travail-Québec, qui est pourvu de 126 bureaux locaux dès l'année suivante.
Le 1er janvier 1982 un décret indexe les barèmes d'aide sociale de 8 %, dans un contexte de récession et de forte inflation, et institue l'indexation trimestrielle des barèmes de besoins essentiels.

### Réforme de 1988

#### Dispositions principales
Lors de la campagne pour les élections générales de 1985, le Parti libéral du Québec annonce vouloir réserver les prestations d'aide sociale aux personnes inaptes au travail ou suivant un programme de réinsertion sur le marché du travail nommé « Action positive pour le travail et l'emploi » faisant l'objet d'un contrat avec le prestataire. L'aide financière pouvant être suspendue si l'allocataire ne respecte pas les conditions de son contrat. Le programme libéral prévoit aussi la fin de la prestation réduite pour les moins de 30 ans.
Le système d'aide sociale est ainsi profondément remanié en 1988 et 1989 lorsque la Loi sur la sécurité du revenu (projet de loi 37) est sanctionnée (le 22 décembre 1988) et que la majorité de ses dispositions entrent en vigueur (le 1er août 1989). La loi sur l'aide sociale est abrogée et de nouveaux programmes sont instaurés:
- Le programme « Soutien financier » qui vise à accorder une aide financière aux personnes qui ne peuvent occuper un emploi[22];
- Le programme « Actions positives pour le travail et l'emploi » (APTE) qui accorde une aide financière aux personnes aptes à occuper un emploi dans une optique de favoriser leur intégration au marché du travail[23];
  - Le programme APTE est subdivisé en 5 barèmes[note 4] selon la capacité et/ou la participation du prestataire à des activités d'intégration au marché du travail.
- Le programme « Aide aux parents pour leurs revenus de travail » (APPORT) qui accorde une aide financière aux familles avec enfants à revenu faible[24]. Ce programme, contrairement aux autres, entre en vigueur dès la sanction de la loi soit le 22 décembre 1988[20] avec effet rétroactif au 1er janvier 1988[25].

#### Déroulement de la réforme
Le projet de loi, initialement porté par le ministre Pierre Paradis, échoit à André Bourbeau lorsque ce dernier est nommé ministre de la Main-d'œuvre et de la Sécurité du revenu le 23 juin 1988. Ce dernier présente le 22 novembre 1988 une déclaration ministérielle à l'Assemblée nationale pour annoncer des amendements significatifs au projet de loi 37. Une dernière série d'amendements est présentée en décembre 1988 pour corriger certaines dispositions critiquées du projet de loi (notamment par la Commission des droits de la personne ou le Barreau du Québec),.
Les ailes jeunesses du Parti libéral du Québec et du Parti québécois s'opposent en février 1988 au projet de réforme de Pierre Paradis, jugeant que la réforme maintient une discrimination envers les jeunes assistés sociaux mais sous une forme nouvelle. Les jeunes libéraux maintiennent leur opposition à la réforme Paradis à l'été 1988 notamment du fait de la disposition de contribution parentale qui prévoit une réduction (d'au moins 100 $ par mois) de la prestation versée basée sur les revenus des parents de l'allocataire. Après avoir annoncé un assouplissement du calcul de la réduction, la contribution alimentaire parentale de 100 $ minimum est remplacée lors de la déclaration du 21 novembre 1988 par une contribution calquée sur celle en vigueur dans le régime d'aide financière aux études,. Cet amendement ne satisfait pas les jeunes libéraux qui maintiennent leur opposition à la réforme.
Le règlement d'application du programme APPORT est publié en urgence le 15 mars 1989 alors que les recours devant la Commission des affaires sociales sont paralysés, faute d'un règlement en vigueur. Ce règlement est remplacé par le règlement sur la sécurité du revenu, publié le 14 juin 1989 et qui entre en vigueur presque intégralement le 1er août 1989.

#### Modifications subséquentes
Le ministre des Finances Gérard D. Levesque annonce dans le budget pour 1991-92 que le programme APPORT sera revu pour améliorer les prestations reçues par les familles monoparentales percevant des pensions alimentaires. Il annonce également que les barèmes des programmes Soutien financier, APTE et APPORT seront indexés de 4,5 % au 1er janvier 1992 pour tenir compte de l'augmentation du coût de la vie, dans le contexte de l'entrée en vigueur de la TPS (en 1991) et de la TVQ (en 1992).
En décembre 1995 le projet de loi 115 est adopté et sanctionné, il prévoit un resserrement du régime à partir du 1er avril 1996 avec:
- La suppression du barème de disponibilité ;
- Une réduction de 30 $ appliqué au barème de participant ;
- Une durcissement de la comptabilisation des avoirs liquides pouvant réduire les prestations ;
- Une intensification des contrôles et des échanges d'informations avec le ministère du Revenu.

Ces mesures doivent générer 138 millions d'économies en 1996-1997. Le projet de loi prévoit également que le coût des services médicaux, dentaires et des médicaments rendus aux prestataires soient à la charge de la Régie de l'assurance maladie du Québec et non plus du ministère de la Sécurité du revenu.
Le jour du déclenchement des élections générales de 1998 le conseil des ministres approuve une indexation de 1,1 % des barèmes du régime APTE au 1er janvier 1999, la première depuis le 1er janvier 1993.

### Réforme de 1998

#### Dépôt du projet de loi
En décembre 1997, au moment du dépôt du projet de loi 186, la ministre Louise Harel obtient un financement complémentaire de 80 millions de dollars par an pour améliorer certains aspects du régime :
- Une prestation spéciale de 500 $ est créée pour les personnes retournant en emploi ;
- La pénalité de 100 $ par mois imposée aux familles monoparentales partageant leur logement est abolie ;
- Les seuils de revenus de travail permis sont relevés ;
- Un financement est accordé pour l'implantation des parcours pour l'emploi pour les jeunes allocataires.

Ces mesures sont prises dans un contexte de forte baisse du nombre de ménages allocataires, passé de 475 000 en 1996 à 445 000 (prévu pour 1998). 
Françoise David, alors présidente de la Coalition nationale sur l'aide sociale, salue les bonifications mais demeure critique de la réforme dans son ensemble qui ne permet pas selon elle de lutter efficacement contre la pauvreté.

#### Dispositions principales
La Loi sur la sécurité du revenu de 1988 est abrogée le 20 juin 1998 et remplacée par la Loi sur le soutien du revenu et favorisant l'emploi et la solidarité sociale qui repose sur trois programmes :
- Le programme « Assistance-emploi » remplace le programme APTE et vise à accorder une aide financière de dernier recours aux personnes capables de travailler et un supplément pour celles présentant des contraintes temporaires ou permanentes[44] ;
- Le programme APPORT est maintenu[45] ;
- Un autre programme nommé « Protection sociale », visant à accorder une aide financière aux personnes ne pouvant pas travailler, est également légiféré dans la loi mais n'est jamais entré en vigueur[46],[47];

La réforme, qui entre en vigueur en majorité le 1er octobre 1999, simplifie nettement le régime d'aide social qui, conjointement avec le nouveau régime d'allocations familiales, passe de plus de 70 barèmes différents à une douzaine.
Le programme d'assistance-emploi met une forte emphase sur l'incitation à réintégrer le marché du travail. La nouvelle loi prévoit qu'un prestataire ne peut refuser une offre d'emploi ou quitter un emploi sans motif sérieux, au risque de perdre tout ou partie de ses prestations.
Si la réforme de 1988 prévoyait déjà des obligations en ce sens, ces mesures étaient peu appliquées. La réforme de 1998 opérationnalise ces obligations et prévoit un régime précis de pénalités en cas de manquement, ce qui est dénoncé par certains experts comme une régression et la perte du droit social que constitue la sécurité du revenu, terme qui disparaît avec le projet de loi 186,.

### Depuis les années 1990
Depuis le milieu des années 1990, les conditions d'accès sont devenues plus strictes, ce qui a réduit de façon notable le nombre de personnes pouvant se prévaloir de l'aide sociale. Dans la foulée, l'allocation mensuelle a notablement été réduite.
Dans l'imaginaire populaire québécois, les bénéficiaires de ce service ont régulièrement été perçus comme des fraudeurs, à l'image des personnages de la série Les Bougon, c'est aussi ça la vie !. Cette perception était alimentée par des dénonciations médiatisées et de nombreux article de journaux, visant à créer une polémique. En effet, vers la fin du XXe siècle, des journalistes ont régulièrement rapporté des cas de fraude[réf. nécessaire], ce qui a incité le Gouvernement du Québec à resserrer les conditions d'admission.
Le gouvernement Charest annonce plusieurs modifications aux programmes d'aide sociale en 2003-2004 :
- En avril 2003 le ministre de l'Emploi, de la Solidarité sociale et de la Famille, Claude Béchard annonce un plan de lutte contre la pauvreté doté de 2,5 milliards sur 5 ans qui prévoit notamment une prestation minimale d'aide sociale fixée à 533 $ par mois pour une personne seule et 825 $ pour un couple, la prestation devant être indexée pleinement pour le personnes ayant des contraintes sévères et à la moitié de la hausse du coût de la vie pour les personnes sans contraintes[53];
- En septembre 2004 le ministre Béchard annonce 40 millions de compressions dans les programmes d'aide sociale avec notamment une réduction de prestations de 100 $ par mois pour les personnes habitants chez leurs parents et un délai de carence fixé à 90 jours pour les immigrants nouvellement arrivés[54].

#### Compressions aux programmes (2013-2015)
Le gouvernement Marois annonce le 6 décembre 2012 des compressions aux programmes d'aide sociale et d'aide à l'emploi à la suite du dépôt des crédits du budget 2013-2014. L'annonce suscite d'importantes inquiétudes au sein des groupes communautaires et de Québec solidaire.
Le gouvernement Couillard annonce en janvier 2015 de nouvelles compressions aux programmes d'aide sociale assorties de resserrement aux conditions d'admissibilité. Les prestataires ne pourront notamment plus quitter la province plus de 15 jours par mois et la valeur de la résidence principale est réintégrée dans le calcul de la prestation,.

#### Stratégie d'inclusion économique (2017)
Le gouvernement adopte le 6 décembre 2017 le Plan d'action gouvernemental pour l'inclusion économique et la participation sociale 2017-2023 dans le cadre de la Loi visant à lutter contre la pauvreté et l'exclusion sociale, adoptée initialement en 2002. Ce plan d'action prévoit notamment un relèvement du niveau des prestations d'aide sociale par la création d'une prestation complémentaire entrant en vigueur le 1er février 2018. Fixée initialement à 15 $ par mois, elle est fixée à 45 $ par mois depuis le 1er janvier 2021.
| Évolution du montant de la prestation mensuelle pour un adulte seul depuis 2006              |
|                                                                                              |
| Gouvernement dirigé par- Coalition avenir Québec - Parti libéral du Québec - Parti québécois |

## Statistiques
Le Ministère de l'Emploi et de la Solidarité sociale publie chaque mois le Rapport statistique sur la clientèle des programmes d'assistance sociale qui présente un ensemble de statistiques sur les programmes d'aide en vigueur. Dans un contexte de conjoncture médiocre et de chômage élevé dans les années 1970, 1980 et la première moitié des années 1990, le nombre de prestataires des programmes d'aide sociale atteint un sommet historique en 1996. Ce nombre recule de façon importante à la fin de années 1990 puis à nouveau fortement à la fin des années 2010,.

Nombre de ménages allocataires
Variation en glissement annuel

## Ministres responsables

### Avant 1996
- Henri Groulx (1940-1944)
- Albiny Paquette (1944-1946)
- Paul Sauvé (1946-1959)
- Jean-Jacques Bertrand (1960)
- Émilien Lafrance (1960-1965)
- René Lévesque (1965)
- Jean-Paul Cloutier (1966-1970)
- Claude Castonguay (1970-1973)
- Claude Forget (1973-1976)
- Denis Lazure (1976-1981)
- Pierre Marois (1981-1985)
- Pierre Paradis (1985-1988)
- André Bourbeau (1988-1994)
- Violette Trépanier (1994)
- Jeanne L. Blackburn (1994-1995)

### Depuis 1996
Le ministre responsable de l'application de la Loi sur l'aide aux personnes et aux familles est le ministre chargé des programmes d'aide sociale. Depuis le 20 octobre 2022, il s'agit de Chantal Rouleau, députée de Pointe-aux-Trembles et ministre responsable de la Solidarité sociale et de l'Action communautaire.
| Titulaire Intitulé | Titulaire Intitulé                                                                         | Parti            | Début             | Fin               | Cabinet   |
| ------------------ | ------------------------------------------------------------------------------------------ | ---------------- | ----------------- | ----------------- | --------- |
|                    | Louise Harel Ministre d'État de l'Emploi et de la Solidarité                               | Parti québécois  | 29 janvier 1996   | 25 juin 1997      | Bouchard  |
|                    | Louise Harel Ministre de l'Emploi et de la Solidarité                                      | Parti québécois  | 25 juin 1997      | 15 décembre 1998  | Bouchard  |
|                    | André Boisclair Ministre de la Solidarité sociale                                          | Parti québécois  | 15 décembre 1998  | 8 mars 2001       | Bouchard  |
|                    | Jean Rochon Ministre d'État au Travail, à l'Emploi et à la Solidarité sociale              | Parti québécois  | 8 mars 2001       | 14 novembre 2001  | Landry    |
|                    | Jean Rochon Ministre d'État au Travail et à la Solidarité sociale                          | Parti québécois  | 14 novembre 2001  | 30 janvier 2002   | Landry    |
|                    | Linda Goupil Ministre d'État à la Solidarité sociale, à la Famille et à l'Enfance          | Parti québécois  | 30 janvier 2002   | 29 avril 2003     | Landry    |
|                    | Claude Béchard Ministre de l'Emploi, de la Solidarité sociale et de la Famille             | Libéral          | 29 avril 2003     | 18 février 2005   | Charest   |
|                    | Michelle Courchesne Ministre de l'Emploi et de la Solidarité sociale                       | Libéral          | 18 février 2005   | 18 avril 2007     | Charest   |
|                    | Sam Hamad Ministre de l'Emploi et de la Solidarité sociale                                 | Libéral          | 18 avril 2007     | 10 août 2010      | Charest   |
|                    | Julie Boulet Ministre de l'Emploi et de la Solidarité sociale                              | Libéral          | 11 août 2010      | 19 septembre 2012 | Charest   |
|                    | Agnès Maltais Ministre de l'Emploi et de la Solidarité sociale                             | Parti québécois  | 19 septembre 2012 | 23 avril 2014     | Marois    |
|                    | François Blais Ministre de l'Emploi et de la Solidarité sociale                            | Libéral          | 23 avril 2014     | 27 février 2015   | Couillard |
|                    | Sam Hamad Ministre du Travail, de l'Emploi et de la Solidarité sociale                     | Libéral          | 27 février 2015   | 28 janvier 2016   | Couillard |
|                    | François Blais Ministre de l'Emploi et de la Solidarité sociale                            | Libéral          | 28 janvier 2016   | 18 octobre 2018   | Couillard |
|                    | Jean Boulet Ministre du Travail, de l'Emploi et de la Solidarité sociale                   | Coalition avenir | 18 octobre 2018   | 20 octobre 2022   | Legault   |
|                    | Chantal Rouleau Ministre responsable de la Solidarité sociale et de l’Action communautaire | Coalition avenir | 20 octobre 2022   | En fonction       | Legault   |